# كونراد باور
كونراد باور (بالألمانية: Konrad Bauer)‏ هو طيار بطل ألماني، ولد في 9 فبراير 1919 في غلزنكيرشن في ألمانيا، وتوفي بنفس المكان في 17 يونيو 1990.